# シクストゥス1世 (ローマ教皇)
シクストゥス1世（Sixtus I、? - 125年?）は、ローマ教皇（在位：116年? - 125年?）。カトリック教会の聖人であり、殉教者とされてきたが、他の初代教皇たちと同じようになんら史実の裏づけはない。エイレナイオスは次のテレスフォルスから殉教者として記録している。おそらくローマ出身のイタリア人であったのだろう。